# 哈迪普·辛格·尼贾尔
哈迪普·辛格·尼贾尔（羅馬化：Hardeep Singh Nijjar，1977年10月11日—2023年6月18日），加拿大锡克教领袖，卡利斯坦分离主义者。尼贾尔本人被印度政府通缉，并被指控为恐怖分子，指控原因为他密谋谋杀旁遮普邦的一名印度教牧师。2023年6月18日，尼贾尔在加拿大不列颠哥伦比亚省被两名蒙面男子枪杀。
9月18日，加拿大总理賈斯汀·杜魯多表示，加拿大政府收集的情报显示是印度政府特工策划并暗杀了尼贾尔。加拿大外交部长趙美蘭宣布驱逐了一名印度外交官，她称该外交官是印度驻加拿大情报机构的负责人。印度外交部否认了这一指控，称其荒谬且具有政治动机。

## 生平
尼贾尔出生于旁遮普邦賈朗達爾的一个村庄，于20世纪90年代中期移居加拿大。尼贾尔于1997年2月10日使用伪造的护照抵达加拿大，并在当时提出了难民申请，在宣誓書中表示他的兄弟、父亲和叔叔都已被印度警察逮捕，他本人也遭到警察的酷刑。然而官员认为他呈交的文件有部分為偽造，因此否決他的难民申请。
尼贾尔在難民申请被拒后11天，与一名赞助他移民的女子结婚。不过移民局官员认为，该女子于1997年抵达加拿大，先与另一名男子结婚，遂以策略婚姻为由拒绝了尼贾尔的移民申请。2001年，尼贾尔对此裁决提出上诉，但败诉。不过，尼贾尔最終还是獲准入境加拿大，並於2007年5月25日成为加拿大公民。
在来到加拿大后，尼贾尔成为了一名水管工，已婚并育有两个儿子。他曾担任素里一座锡克教寺庙的院长，也是加拿大锡克教徒正义分会的领导人。
2013年，他前往位于日内瓦的联合国人权理事会，要求将印度政府对锡克教徒的镇压视为种族灭绝。他後於2014年前往纽约联合国，为旁遮普邦的独立开展活动。
印度政府指控他是卡利斯坦独立组织“卡利斯坦之虎”的领导人，该组织一直被印度认定为恐怖组织。印度于2014年11月14日对他发出逮捕令，指控他计划并参与2007年辛加尔电影院爆炸案。然而，此案的所有嫌疑人均被无罪释放，使得指控变得可疑。
印度于2016年再次发出逮捕令，称他参与了利用滑翔伞向印度运送弹药的阴谋。尼贾尔致信加拿大总理贾斯汀·特鲁多，寻求帮助并否认“捏造”的指控。加拿大政府拒绝对印度情报机构就不列颠哥伦比亚省米逊附近的卡利斯坦分离主义者发出威胁的报道发表评论。
2018年，印度政府指控尼贾尔在印度境内实施多起定点清除行动。尼贾尔声称印度当局错误地将他卷入刑事案件。同年二月，旁遮普邦首席部长阿馬林達·辛格向加拿大总理贾斯汀·特鲁多提供了一份通缉犯名单，其中包括尼贾尔的名字。 4月13日，加拿大皇家骑警（RCMP）素里分队短暂拘留了尼贾尔进行审问，并在24小时内释放了他，没有提出任何指控。
2020年7月，印度根据《非法活动（预防）法》将尼贾尔认定为恐怖分子，2020年9月，印度国家调查局扣押了他在印度的全部资产。国家情报局指控他策划谋杀了旁遮普邦的一名印度教牧师。2022年，国家情报局悬赏近16,200加元，寻找任何有助于逮捕他的信息。据国家情报局称，他们的调查显示尼贾尔谋杀印度教牧师是为了“扰乱和平、破坏社区和谐”而策划的。

## 死亡

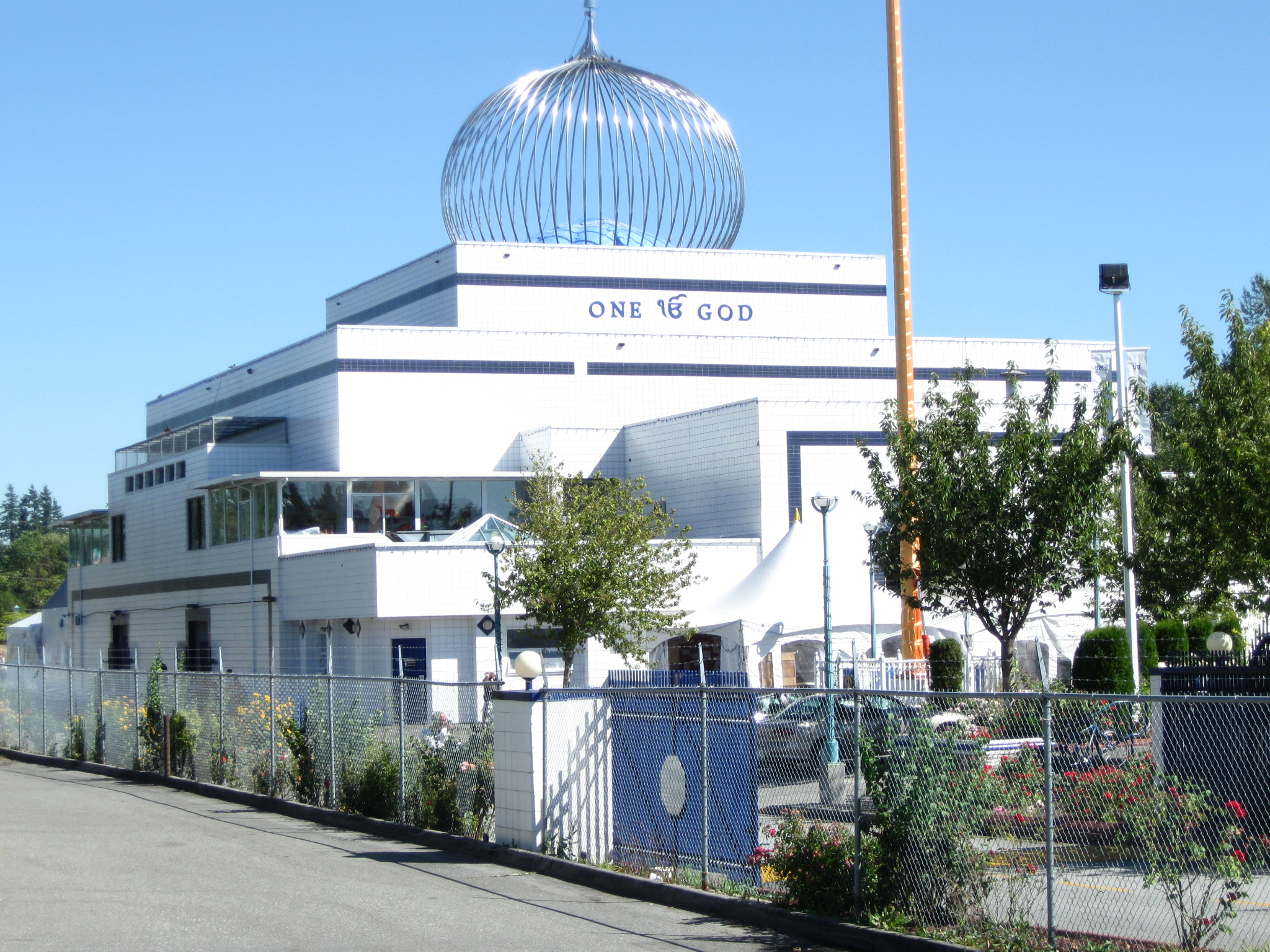
古鲁纳纳克谒师所 (Guru Nanak Gurdwara)，尼贾尔在其外被杀

早在2022年夏季，加拿大安全情报局就向尼贾尔发出警告，称可能有针对他的暗杀计划。2023年6月18日，他在加拿大不列颠哥伦比亚省素里市一座锡克教寺庙外的停车场被两名蒙面枪手开枪打死。加拿大皇家骑警综合凶杀案调查组（IHIT）的调查人员表示，两名嫌疑人被描述为“身材魁梧的男性，戴着面罩”，步行逃离了现场，附近很有可能有一辆车在等着他们。他们后来补充说还有第三名嫌疑人。截至2023年9月，加拿大当局尚未逮捕任何与尼贾尔谋杀案有关的人。

### 调查和善后工作
9月18日，加拿大总理賈斯汀·杜魯多表示，加拿大情报部门已确定他的谋杀案与印度政府之间存在可信联系，并已在2023年的印度G20新德里峰会上向总理纳伦德拉·莫迪提出此事，呼吁印度予以合作与加拿大一起调查这起谋杀案。作为对涉嫌杀害事件的回应，加拿大外交部长趙美蘭下令驱逐印度驻加拿大高级外交官帕万·库马尔·拉伊（Pavan Kumar Rai），他负责印度驻加拿大对外情报部门印度研究分析室运作。在加拿大宣布驱逐印度外交官的第二天，印度也宣布驱逐了一名加拿大外交官，并否认加拿大对印度的指控，称是极其荒谬。据《环球新闻》报道，此次调查直接导致9月1日加拿大-印度贸易协议谈判暂停。9月21日，加拿大總理杜魯多在紐約聯合國大會一場新聞發布會上，呼籲印度就尼賈爾被殺的事件，配合加方調查。10月5日，印度外交部表示已要求加拿大政府“进一步减少”该国驻印外交人员，在10月10日前减少41人，逾期不离开印度的加拿大外交官将被取消外交豁免权。迄今为止，加拿大政府尚未公开任何指控的证据。 
2024年5月3日，加拿大警方逮捕了3名兇手。
2024年10月14日，加拿大和印度再就尼賈爾遇刺案互相驅逐6名外交官員。